# Dorsanum javanum
Dorsanum javanum is een uitgestorven slakkensoort uit de familie van de Nassariidae. De wetenschappelijke naam van de soort is voor het eerst geldig geplubiceerd in 1931 door K. Martin.